# Hedwiges Maduro
Hedwiges Maduro (ur. 13 lutego 1985 w Almere) – holenderski piłkarz grający na pozycji defensywnego pomocnika.

## Kariera
Maduro, zanim trafił do piłkarskiej szkółki Ajaksu Amsterdam, stawiał piłkarskie kroki w amatorskich zespołach z rodzinnej miejscowości, Waterwijk i FC Omniworld. W dorosłym zespole drużyny Ajaksu zadebiutował 24 lutego 2005 roku w meczu Pucharu UEFA przegranym 1:3 z zespołem AJ Auxerre. Natomiast w lidze holenderskiej zadebiutował 2 dni później – 26 lutego w meczu przeciwko Rodzie Kerkrade. W sezonie 2004/2005 Maduro zagrał w Eredivisie 13 razy zdobywając 2 bramki. Od początku 2008 roku do 2012 Maduro był zawodnikiem Valencii, grającej w hiszpańskiej Primera División. Następnie grał w Sevilli, a w 2014 roku przeszedł do PAOK FC. W latach 2015–2017 grał w FC Groningen. Z kolei latem 2017 przeszedł do Omonii Nikozja.
26 marca 2005 Maduro zadebiutował w narodowych barwach. Zagrał 17 minut w zwycięskim 2:0 meczu z Rumunią, mając na koncie wówczas 3 mecze w Eredivisie. Jest także członkiem pierwszej reprezentacji Holandii, z którą wystąpił na Mistrzostwach Świata w Niemczech i doszedł z nią do 1/8 finału.
W lidze w sezonie 2006/2007 wywalczył z Ajaksem wicemistrzostwo oraz zdobył Puchar Holandii. Natomiast w czerwcu 2007 z kadrą U-21 został Mistrzem Europy U-21.
| Sezon                | Klub                 | Kraj                 | Rozgrywki            | Mecze | Bramki |
| -------------------- | -------------------- | -------------------- | -------------------- | ----- | ------ |
| 2004/05              | AFC Ajax             | Holandia             | Eredivisie           | 12    | 2      |
| 2005/06              | AFC Ajax             | Holandia             | Eredivisie           | 28    | 3      |
| 2006/07              | AFC Ajax             | Holandia             | Eredivisie           | 15    | 0      |
| 2007/08              | AFC Ajax             | Holandia             | Eredivisie           | 15    | 4      |
| Łącznie w Eredivisie | Łącznie w Eredivisie | Łącznie w Eredivisie | Łącznie w Eredivisie | 107   | 11     |
| 2007/08              | Valencia CF          | Hiszpania            | Primera División     | 11    | 0      |
| 2008/09              | Valencia CF          | Hiszpania            | Primera División     | 22    | 1      |
| 2009/10              | Valencia CF          | Hiszpania            | Primera División     | 18    | 0      |
| 2010/11              | Valencia CF          | Hiszpania            | Primera División     | 18    | 1      |
| 2011/12              | Valencia CF          | Hiszpania            | Primera División     | 7     | 0      |
| 2012/13              | Sevilla FC           | Hiszpania            | Primera División     | 26    | 0      |
| 2013/14              | Sevilla FC           | Hiszpania            | Primera División     | 0     | 0      |
| 2013/14              | PAOK FC              | Grecja               | Superleague Ellada   | 9     | 2      |
| 2014/15              | PAOK FC              | Grecja               | Superleague Ellada   | 10    | 1      |
| 2015/16              | FC Groningen         | Holandia             | Eredivisie           | 28    | 1      |
| 2016/17              | FC Groningen         | Holandia             | Eredivisie           | 4     | 0      |